# Protesto

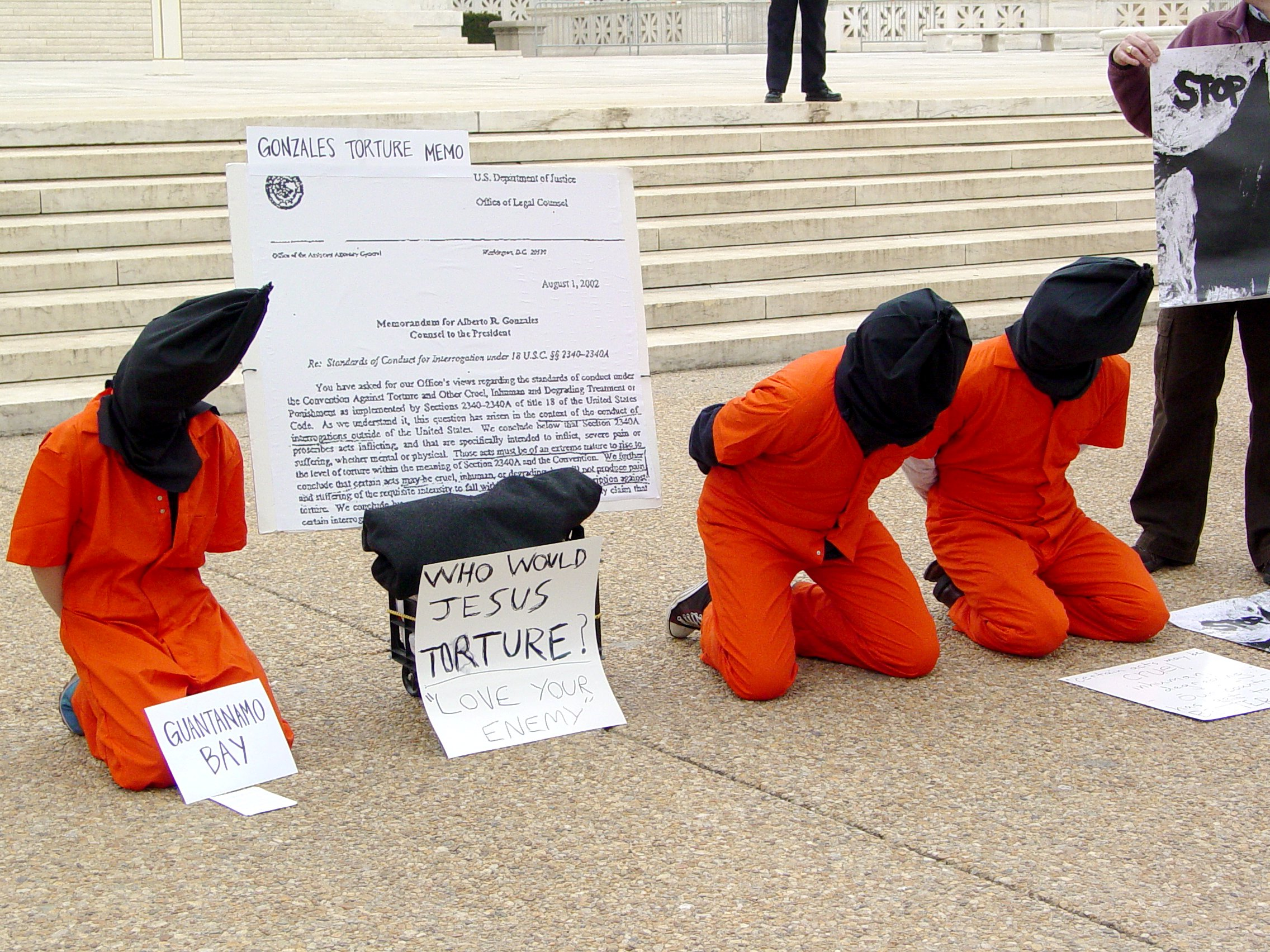
Teatro-protesto contra os prisioneiros afegãos da Baía de Guantânamo, em Cuba

O protesto expressa uma reação solitária ou em grupo, de caráter público, contra um determinado evento. Os manifestantes organizam um protesto como uma maneira pública de que suas opiniões sejam ouvidas em uma tentativa de influenciar a opinião de outras pessoas ou a política do governo, ou podem empreender a ação direta tentando, elas mesmas, decretar diretamente as mudanças desejadas.

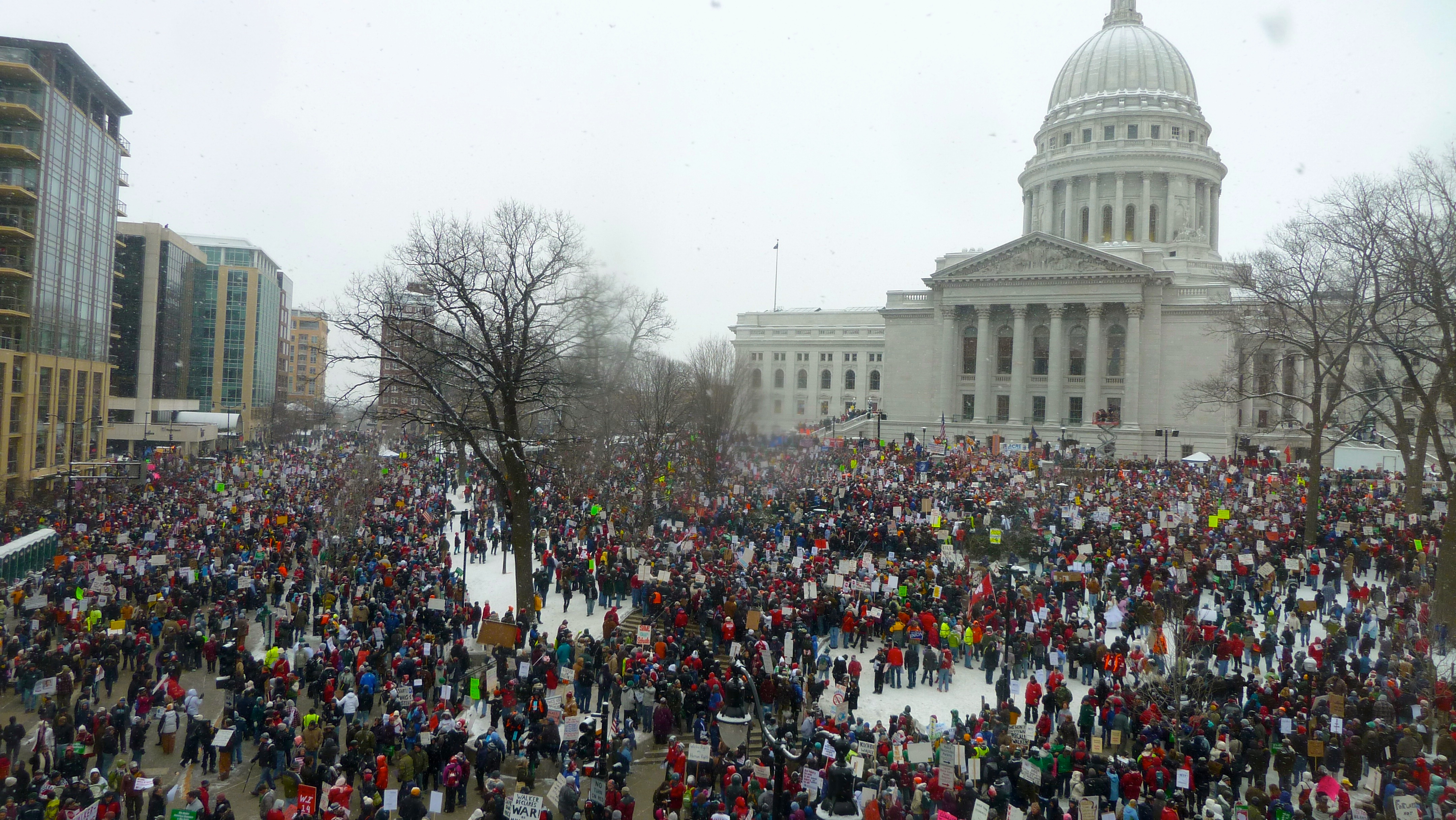
Protestos em frente ao Capitólio Estadual do Wisconsin.
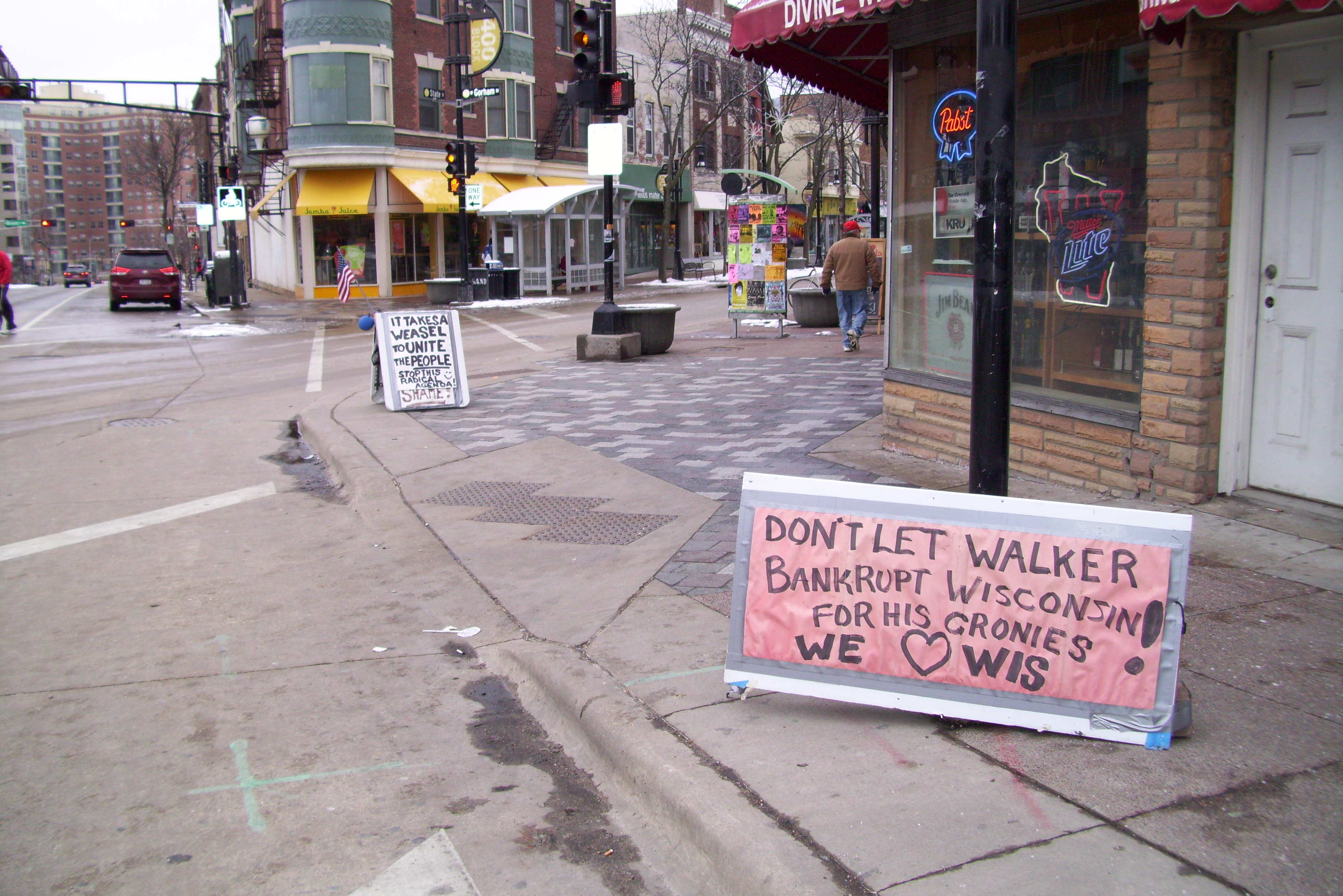
Cavaletes de protestos.

## Formas de protesto
- Manifestações públicas - Incluem marchas, Piquete de greves, protestos de ruas, greves, die-in (simulação de mortes), cantos, utilização de veículos (especialmente bicicletas).
- Desobediência civil - Incluem interrupção de tráfego, nudez pública e gestos obscenos.
- Destrutivos - Distúrbios, suicídios, autoimolação, greve de fome e uso de bombas.
- Ações diretas - Resistência civil, resistência não violenta, ocupação.